# José Paranhos, barone di Rio Branco
José Maria da Silva Paranhos Júnior, barone di Rio Branco (Rio de Janeiro, 1845 – Rio de Janeiro, 1912), è stato un politico, geografo e diplomatico brasiliano, ministro degli Esteri per il Brasile dal 1902 al 1912.
Fu il principale artefice del trattato di Petrópolis, che mise fine alle guerre di confine del Brasile. Ancor oggi è ricordato come uno dei brasiliani più illustri grazie alla sua abilità diplomatica e legislativa, che risolse molte controversie a favore del Brasile.
Tra queste si ricordano ad esempio le controversie con l'Argentina e l'acquisizione dello Stato di Acre.
Fu nominato barone (barao in portoghese) alla fine del periodo imperiale.
La capitale dell'Acre, Rio Branco, porta il suo nome.

## Carriera
Paranhos iniziò la sua carriera politica come deputato alla Camera dei Comuni. Dal 1876 fu console brasiliano a Liverpool, in Inghilterra. Fu anche l'ambasciatore brasiliano a Berlino all'inizio del XX secolo.
Fu nominato Ministro degli Affari Esteri nel 1902 e rimase in carica fino al 1912, sotto quattro diversi Presidenti.
Prima e durante il suo mandato, ha negoziato controversie territoriali tra il Brasile e alcuni dei suoi vicini e ha consolidato i confini del moderno Brasile. È considerato uno dei più importanti statisti brasiliani di sempre, in quanto la sua proverbiale capacità di lavoro, le sue conoscenze e le sue abilità erano essenziali per il buon esito di difficili controversie riguardanti i confini, alcuni dei quali sottoposti ad arbitrato internazionale - come con Argentina e Francia - e per quanto riguarda l'incorporazione di nuovi territori (come Acre, territorio originariamente boliviano).
Come mediatore ha negoziato e risolto controversie tra gli Stati Uniti e molti paesi europei. In quelle occasioni, non ha mai abbandonato la sua fiducia nella diplomazia come mezzo per gestire le questioni internazionali, contribuendo così a stabilire la reputazione del Brasile come nazione che supporta la pace.